# Rio Tagliamento
O rio Tagliamento (Tiliment em friulano e Tajamento em véneto) é o rio mais importante da região de Friuli-Venezia Giulia, no nordeste de Itália. Nasce nos Alpes, na região do Véneto e desagua no mar Adriático entre Trieste e Veneza.

## Curso

### Curso alto
O Tagliamento nasce a 1195 metros de altitude, no limite entre as províncias italianas de Belluno e de Udine, a noroeste da localidade de Forni di Sopra. O seu curso flui para leste, paralelamente aos Alpes Cárnicos até à confluência com o Fella, perto de Venzone. A partir desse ponto, muda a sua orientação para sudoeste.
O seu primeiro afluente notável é o rio Lumiel, da margem esquerda, a 26 km da nascente do Tagliamento. A partir daí estende-se por um vale menos montanhoso. Perto de Villa Santina recebe o rio Degano, e posteriormente o But, perto de Tolmezzo.
Em Amaro, a 247 metros de altitude e a 56 km da nascente, recebe o rio Fella, o afluente mais importante. Estende-se posteriormente pela planície de Osoppo, antigo lago glaciar.

### Curso médio
Depois de passar por Pinzano, o rio forma numerosas ramificações.
A partir de Rivis, a 71 metros de altitude, começa a formar meandros depois de ter mudado a configuração geológica da zona que percorre (esta tinha passado de terrenos muito sólidos a outros menos). O rio alarga-se até alcançar os 180 metros entre margens em alguns troços.

### Curso baixo
Na foz no mar Adriático, forma um delta que delimita a sul com a lagoa de Marano.